# Luis de Ávila
Luis de Ávila y Zúñiga (Plasencia, c. 1500 – Toledo, c. 1564) è stato uno storico spagnolo.

## Biografia
Nacque a Plasencia, Ávila y Zúñiga venne all'attenzione dall'imperatore Carlo V d'Asburgo, che servì come ambasciatore a Roma. In seguito, divenne commendator maggiore di Alcántara e nel 1541 accompagnò l'imperatore in Africa. Partecipò anche alla guerra contro la Lega di Smalcalda, durante la battaglia di Mühlberg avvenuta il 24 aprile 1547.
Dopo la sconfitta della Lega di Smalcalda, Ávila y Zúñiga scrisse la sua storia nel suo libro intitolato: Commentari de la guerra de Alemania, hecha de Carlos V en el del 1546 e 1547; fu pubblicato per la prima volta nel 1548, e fu tradotto in francese, olandese, tedesco, italiano e latino.